# 19단
19단은 9×9까지 외우는 구구단을 19×19로 확장한 것이다.
더 많은 결과를 외우고 있으면 곱셈을 암산하기가 편하고 시간이 단축된다는 취지에서 사람들이 외우기 시작했다.
인도에서 가르치고 있다. 미국 등에서는 일부에서 12단까지 외우기도 한다. 조선일보에서 대대적으로 보도한 후 대한민국의 많은 교육 업체에서 2004년부터 2005년까지 유행했으며, 수원시 교육청은 2004년 10월부터 초등학교 교육에 19단을 포함시키기로 했다.

## 19단 구구단표
| 10단       | 11단       | 12단       | 13단       | 14단       | 15단       | 16단       | 17단       | 18단       | 19단       | 20단       |
| ---------- | ---------- | ---------- | ---------- | ---------- | ---------- | ---------- | ---------- | ---------- | ---------- | ---------- |
| 10*1 =10   | 11*1 =11   | 12*1 =12   | 13*1 =13   | 14*1 =14   | 15*1 =15   | 16*1 =16   | 17*1 =17   | 18*1 =18   | 19*1 =19   | 20*1 =20   |
| 10*2 =20   | 11*2 =22   | 12*2 =24   | 13*2 =26   | 14*2 =28   | 15*2 =30   | 16*2 =32   | 17*2 =34   | 18*2 =36   | 19*2 =38   | 20*2 =40   |
| 10*3 =30   | 11*3 =33   | 12*3 =36   | 13*3 =39   | 14*3 =42   | 15*3 =45   | 16*3 =48   | 17*3 =51   | 18*3 =54   | 19*3 =57   | 20*3 =60   |
| 10*4 =40   | 11*4 =44   | 12*4 =48   | 13*4 =52   | 14*4 =56   | 15*4 =60   | 16*4 =64   | 17*4 =68   | 18*4 =72   | 19*4 =76   | 20*4 =80   |
| 10*5 =50   | 11*5 =55   | 12*5 =60   | 13*5 =65   | 14*5 =70   | 15*5 =75   | 16*5 =80   | 17*5 =85   | 18*5 =90   | 19*5 =95   | 20*5 =100  |
| 10*6 =60   | 11*6 =66   | 12*6 =72   | 13*6 =78   | 14*6 =84   | 15*6 =90   | 16*6 =96   | 17*6 =102  | 18*6 =108  | 19*6 =114  | 20*6 =120  |
| 10*7 =70   | 11*7 =77   | 12*7 =84   | 13*7 =91   | 14*7 =98   | 15*7 =105  | 16*7 =112  | 17*7 =119  | 18*7 =126  | 19*7 =133  | 20*7 =140  |
| 10*8 =80   | 11*8 =88   | 12*8 =96   | 13*8 =104  | 14*8 =112  | 15*8 =120  | 16*8 =128  | 17*8 =136  | 18*8 =144  | 19*8 =152  | 20*8 =160  |
| 10*9 =90   | 11*9 =99   | 12*9 =108  | 13*9 =117  | 14*9 =126  | 15*9 =135  | 16*9 =144  | 17*9 =153  | 18*9 =162  | 19*9 =171  | 20*9 =180  |
| 10*10 =100 | 11*10 =110 | 12*10 =120 | 13*10 =130 | 14*10 =140 | 15*10 =150 | 16*10 =160 | 17*10 =170 | 18*10 =180 | 19*10 =190 | 20*10 =200 |
| 10*11 =110 | 11*11 =121 | 12*11 =132 | 13*11 =143 | 14*11 =154 | 15*11 =165 | 16*11 =176 | 17*11 =187 | 18*11 =198 | 19*11 =209 | 20*11 =220 |
| 10*12 =120 | 11*12 =132 | 12*12 =144 | 13*12 =156 | 14*12 =168 | 15*12 =180 | 16*12 =192 | 17*12 =204 | 18*12 =216 | 19*12 =228 | 20*12 =240 |
| 10*13 =130 | 11*13 =143 | 12*13 =156 | 13*13 =169 | 14*13 =182 | 15*13 =195 | 16*13 =208 | 17*13 =221 | 18*13 =234 | 19*13 =247 | 20*13 =260 |
| 10*14 =140 | 11*14 =154 | 12*14 =168 | 13*14 =182 | 14*14 =196 | 15*14 =210 | 16*14 =224 | 17*14 =238 | 18*14 =252 | 19*14 =266 | 20*14 =280 |
| 10*15 =150 | 11*15 =165 | 12*15 =180 | 13*15 =195 | 14*15 =210 | 15*15 =225 | 16*15 =240 | 17*15 =255 | 18*15 =270 | 19*15 =285 | 20*15 =300 |
| 10*16 =160 | 11*16 =176 | 12*16 =192 | 13*16 =208 | 14*16 =224 | 15*16 =240 | 16*16 =256 | 17*16 =272 | 18*16 =288 | 19*16 =304 | 20*16 =320 |
| 10*17 =170 | 11*17 =187 | 12*17 =204 | 13*17 =221 | 14*17 =238 | 15*17 =255 | 16*17 =272 | 17*17 =289 | 18*17 =306 | 19*17 =323 | 20*17 =340 |
| 10*18 =180 | 11*18 =198 | 12*18 =216 | 13*18 =234 | 14*18 =252 | 15*18 =270 | 16*18 =288 | 17*18 =306 | 18*18 =324 | 19*18 =342 | 20*18 =360 |
| 10*19 =190 | 11*19 =209 | 12*19 =228 | 13*19 =247 | 14*19 =266 | 15*19 =285 | 16*19 =304 | 17*19 =323 | 18*19 =342 | 19*19 =361 | 20*19 =380 |

### 대한민국 내에서의 비판
김용운 한양대 명예교수는 19단 교육을 실효성이 없으며 상업적으로 포장된 것이라고 말했다. 다른 수학교육 전문가들도 대체로 부정적인 입장이다. 10진법 체계에서 19단은 구구단 이상의 큰 의미가 없으며, 오히려 학생들로 하여금 수학혐오증을 낳거나 창의력을 떨어뜨린다는 것이 주된 주장이다. 이들은 '인도 학생들이 19단을 배운다'는 것과 '인도 학생들이 수학을 잘 한다'는 것이 큰 관계가 없다는 점을 지적한다.
두자리수 곱셈에 관한 적절한 암산법을 익히면 19단보다 속도는 느리나 모든 두자리수로 확장 적용할 수 있다. 그러나 암산법에 관한 교육 또한 대한민국 교육의 방침은 아니다.

## 암산법과의 관계
노벨 물리학상 수상자 리처드 파인만은 많은 계산값을 기억하는 방식으로 빠른 암산을 할 줄 알았으며, 주산 등을 이용하는 것은 기계적으로 손을 움직이는 행위일 뿐, 수를 아는 것과는 무관한 좋지 못한 방식이라고 했다. 마찬가지로 노벨 물리학상 수상자인 한스 베테 역시 로그표 및 곱셉 테이블 등을 기억하여 암산을 빠르게 하는 방법을 사용했다. 수학자 존 폰 노이만 역시 암산의 대가였으며 여기에는 많은 계산값을 기억하는 뛰어난 기억력이 한몫을 했다.
단 이들이 사용한 암산법은 19단 정도를 기억하는 수준이 아니라 실제 계산에 많이 필요한 승수나 루트, 로그값, 나눗셈값 등을 기억하여 활용하는 방식이었다. 결론적으로 19단의 암기는 그것만으로는 암산에 큰 도움이 안되며, 실제 계산에 도움이 되려면 더 많은 계산값들을 암기하고 있어야 한다.
수학자 존 레슬리(John Leslie)는 학생들에게 25×25단을 외울 것을 권했다. 이는 많은 계산값을 알게 되면 그 값을 바탕으로 암산이 빨라지고, 나아가 수를 아는데 많은 도움이 되기 때문이다.

## 참고
1. ↑  “19단 외우기, 상업주의 문제 심각”.
2. ↑  Surely You are Joking, Mr. Feynman, 1985, Richard Feynman
3. ↑  Leslie, John (1820). The Philosophy of Arithmetic; Exhibiting a Progressive View of the Theory and Practice of Calculation, with Tables for the Multiplication of Numbers as Far as One Thousand. Edinburgh: Abernethy & Walker.